# Ricco Ross
Ricco Ross, né le 16 avril 1956 à Chicago (Illinois), est un acteur américain.

## Filmographie

### Cinéma
- 1984 : Scarred (en)
- 1985 : Le Justicier de New York : le Cubain
- 1985 : Drôles d'espions : le garde de la WAMP
- 1986 : Aliens, le retour : le soldat Frost
- 1987 : Body Contact : Smiley
- 1988 : Crusoe : la deuxième victime
- 1989 : Le Souffle du futur : le premier homme à table
- 1992 : Shadowchaser : Jackson
- 1995 : Shadowchaser 3 : Lennox
- 1995 : Hackers : le deuxième journaliste
- 1995 : Proteus : Buckley
- 1996 : Mission impossible : l'agent de sécurité
- 1996 : Timelock : Tibuck
- 1997 : Créatures féroces : le journaliste TV
- 1997 : Wishmaster : Lieutenant Nathanson
- 2000 : L'Attaque de la pieuvre géante : Brickman
- 2003 : Nate and the Colonel : Nate Washington
- 2009 : The Least Among You : Marvin Kelly
- 2011 : Apocalypse According to Doris : Bauer
- 2012 : Hayabusa : Harukanaru kikan : Dr Daniel Clark
- 2013 : Un intrus dans ma maison : Député Drews
- 2014 : Hidden in the Woods : Ricco
- 2015 : Story of Eva : Détective Grind
- 2016 : Opening Night : M. Robertson
- 2017 : Fat Camp : Fred
- 2017 : The Possessed : Louis Laveau
- 2017 : The Sandman : Détective Price
- 2019 : Night Walk : Saud
- 2019 : A Brother's Honor : Sheppard Granger
- 2019 : The Shinjuku Five : Ronny Hayes
- 2020 : She's in Portland : Paul
- 2021 : Songs from Heaven : Isaac Thompson
- 2022 : Goodbye, Oscar : John

### Télévision
- 1982 : Capitaine Furillo : Tyler Bragg (3 épisodes)
- 1985 : Les Douze Salopards 2 : Arlen Dregors
- 1985 : Signé Cat's Eyes : Edsom (1 épisode)
- 1987 : Le Retour de Sherlock Holmes
- 1988-1989 : Doctor Who : Ringmaster (4 épisodes)
- 1989 : The Bill : Maxi Silver (1 épisode)
- 1991 : Sleepers : Karl Richfield (4 épisodes)
- 1991 : Magic : Merrick (1 épisode)
- 1992 : Jeeves and Wooster : Liftman Coneybear (3 épisodes)
- 1992 : The Tomorrow People : Sergent Young (1 épisode)
- 1993 : Westbeach : Greg Dacosta (10 épisodes)
- 1993 : Sitting Pretty : Cliff Monahann (1 épisode)
- 1996 : Les Voyages de Gulliver : le scientifique de Brobdingnag (1 épisode)
- 1996 : Highlander : Kassim (1 épisode)
- 1997 : JAG : l'agent secret (1 épisode)
- 1997 : Babylon 5 : Capitaine Frank (1 épisode)
- 1997 : Le Caméléon : Larron (1 épisode)
- 1997 : The Practice : Donnell et Associés : un journaliste (2 épisodes)
- 1999 : Beverly Hills : Miles Caufield (1 épisode)
- 2000 : Des jours et des vies : Reggie Morris (1 épisode)
- 2006 : Urgences : Barnard (1 épisode)
- 2012 : Potluck : Mike
- 2012 : Bite Me : Général Joseph McRuby (10 épisodes)
- 2013 : Caper : Psycho (3 épisodes)
- 2016 : Agent K.C. : un prédicateur (1 épisode)
- 2019 : Le Secret de Nick : Walter Strickland (1 épisode)
- 2020 : P-Valley : Pasteur Gilfield (4 épisodes)
- 2021 : Phoenix : Ethan Foster (2 épisodes)

### Clip
- 1985 : Saving All My Love for You